# Leżachów

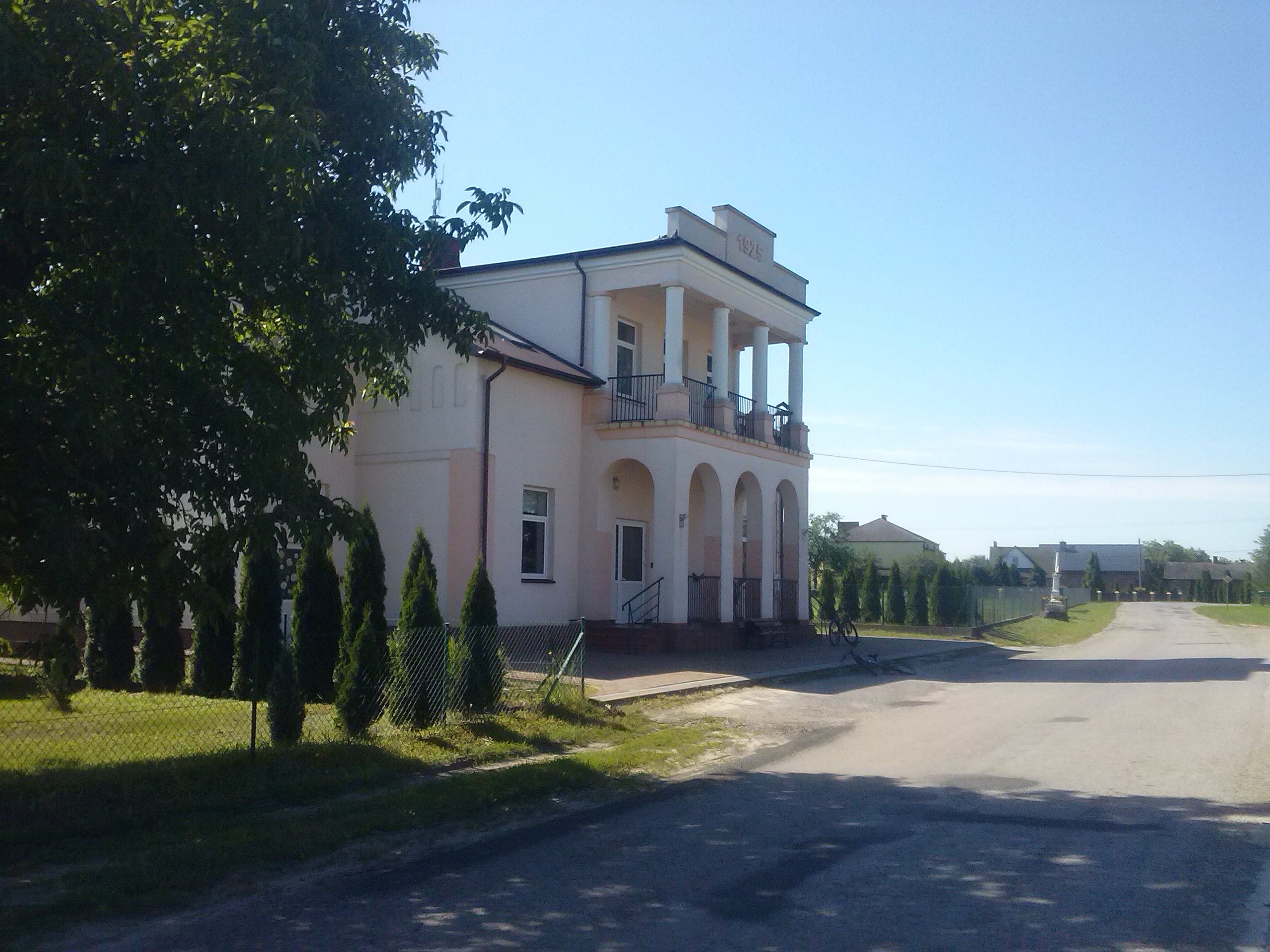
Dom Ludowy z 1925

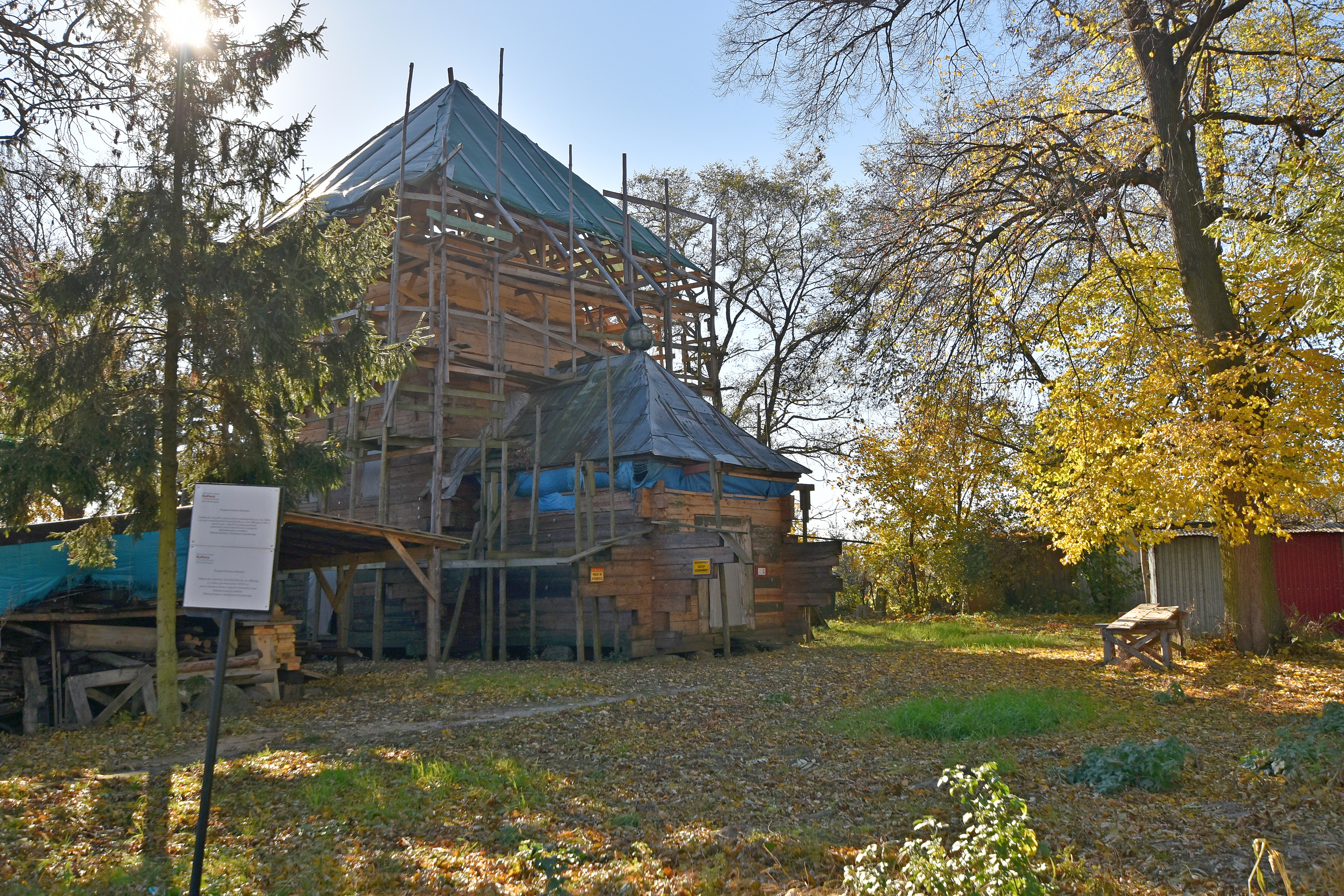
Zabytkowa cerkiew. (Stan w 2021)

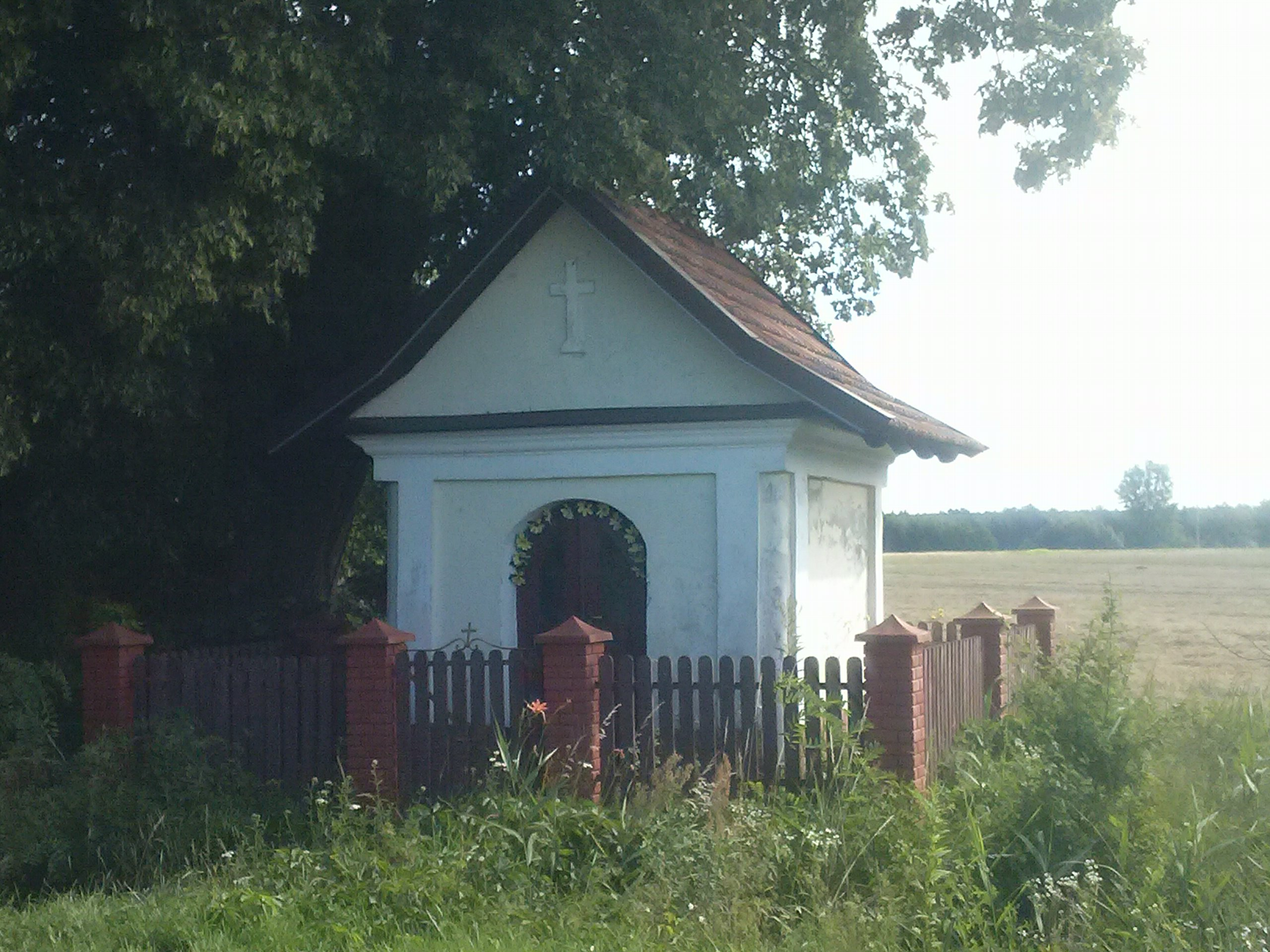
Kapliczka w Leżachowie

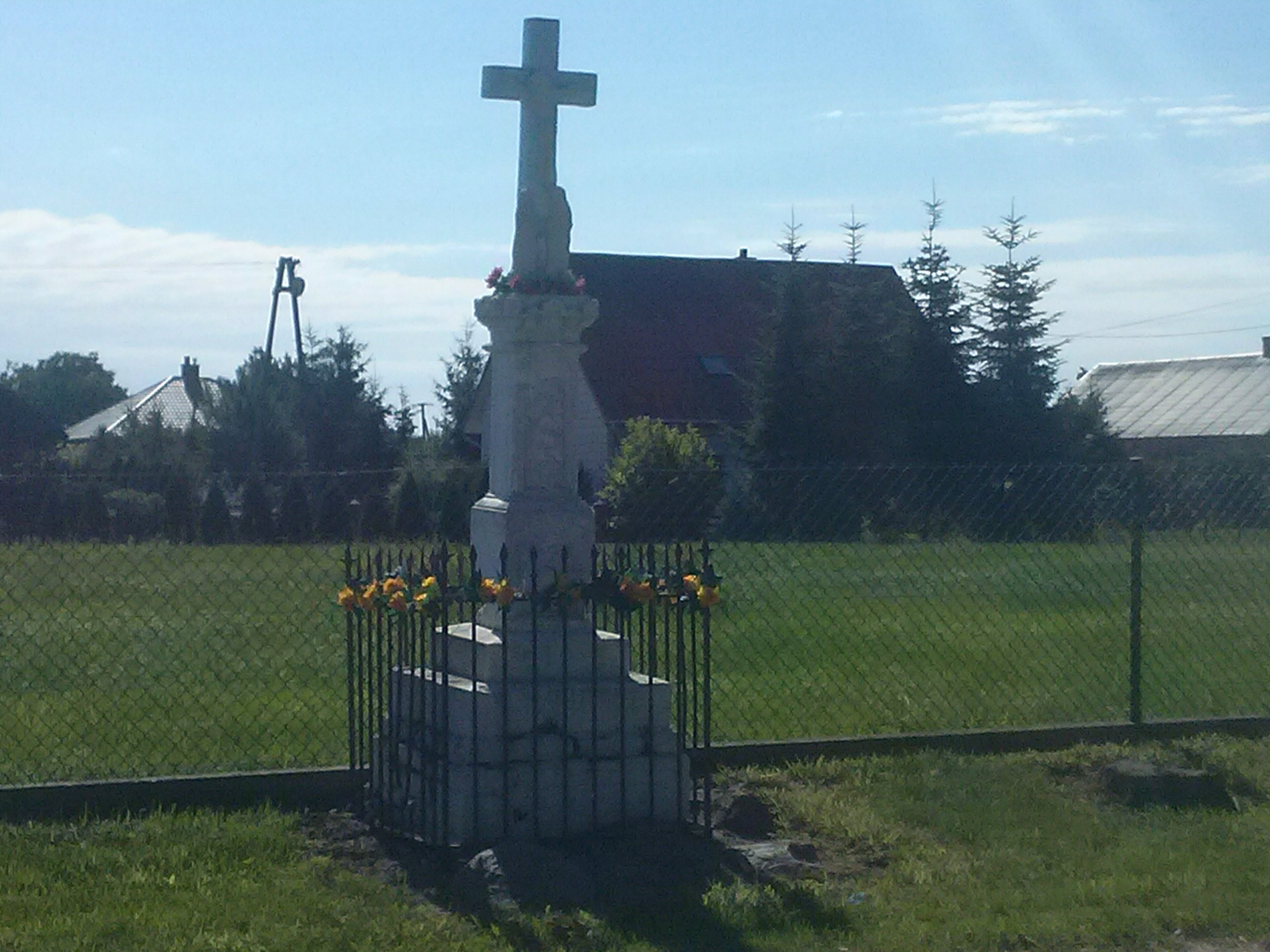
Kamienny obelisk Krzyża Świętego

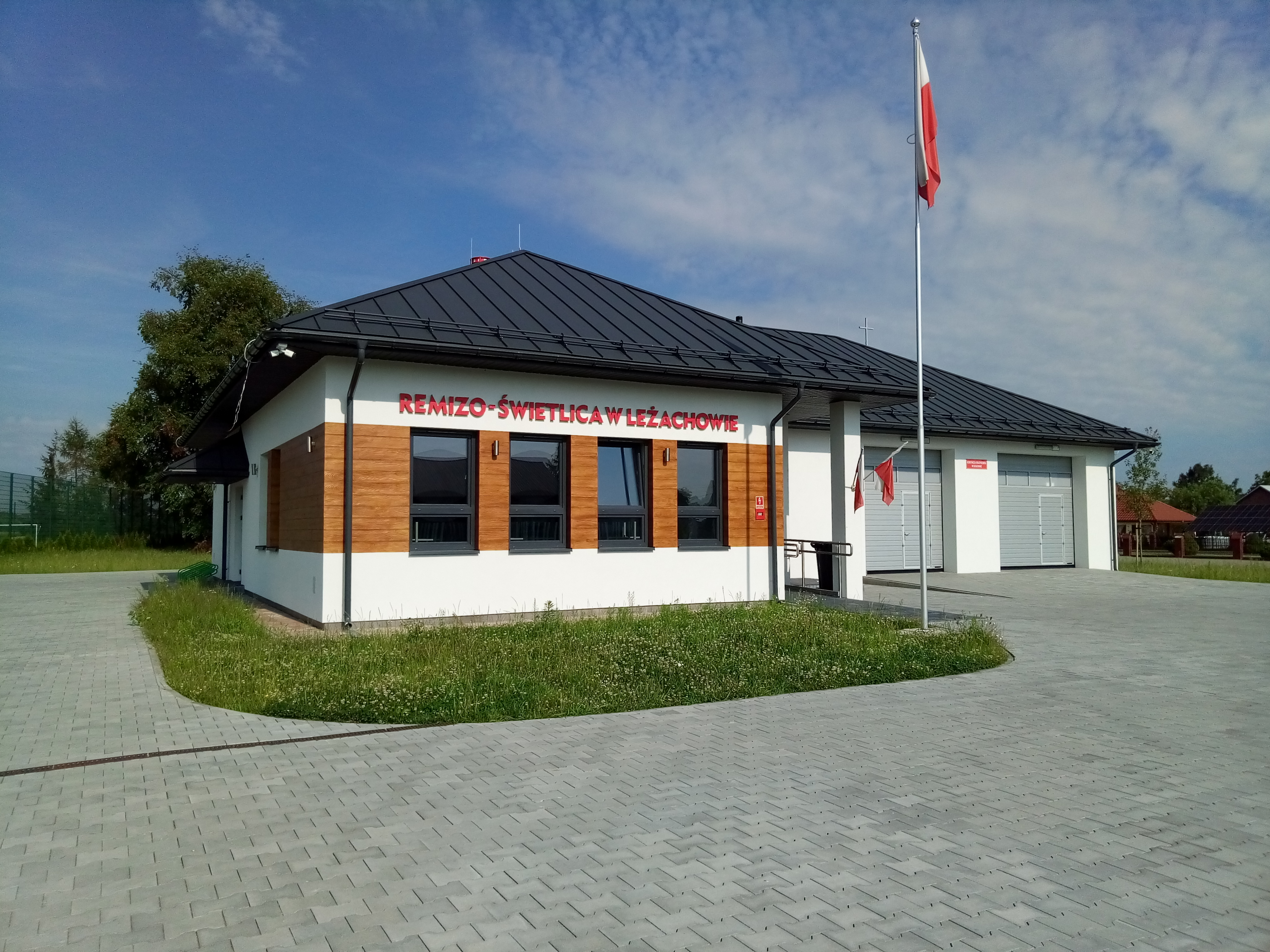
Remizo-Świetlica z 2023

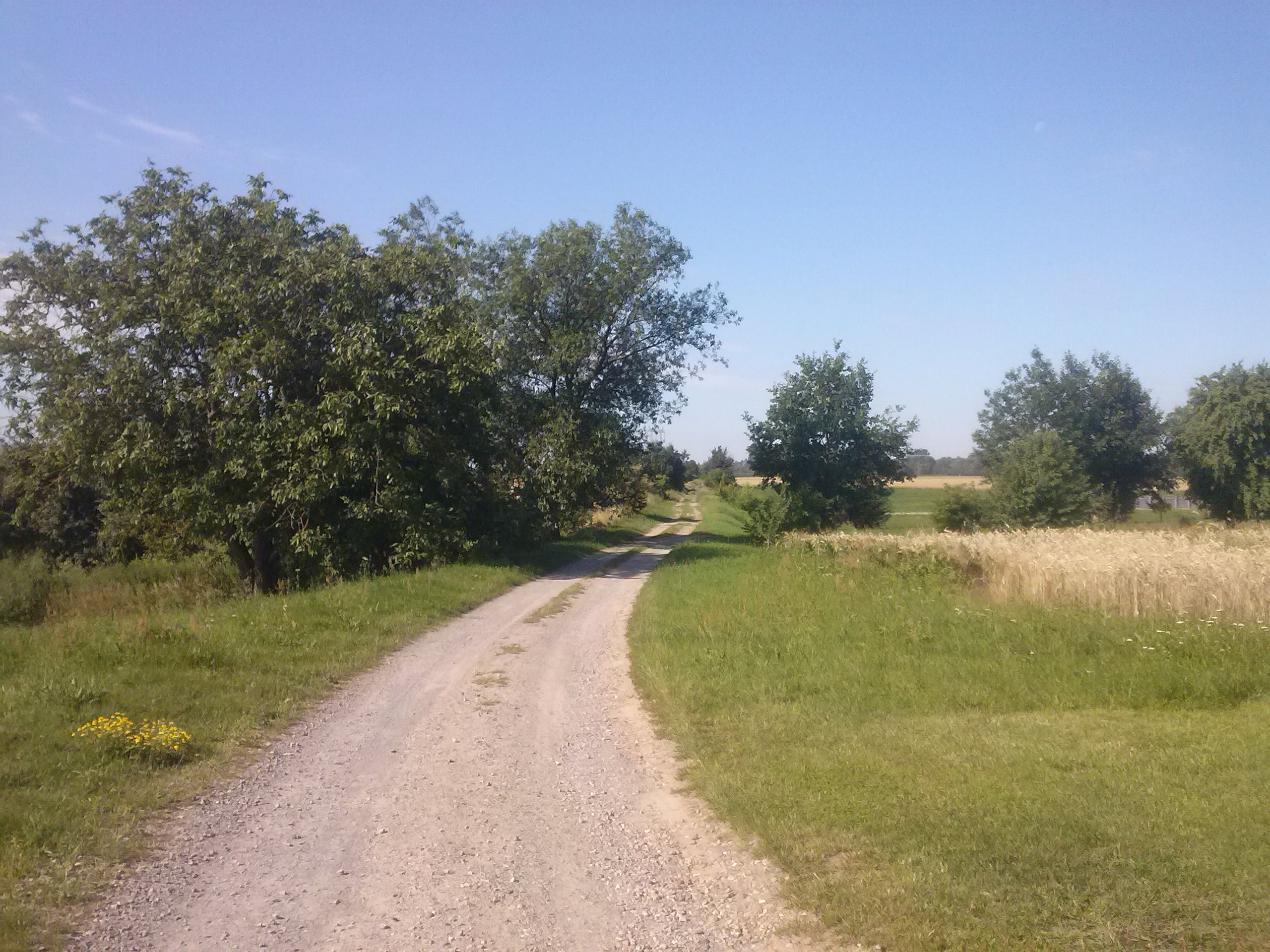
Kamienna droga powiatowa z 1887 (Przeworsk-Jagiełła-Gorzyce-San-Leżachów-Sieniawa)

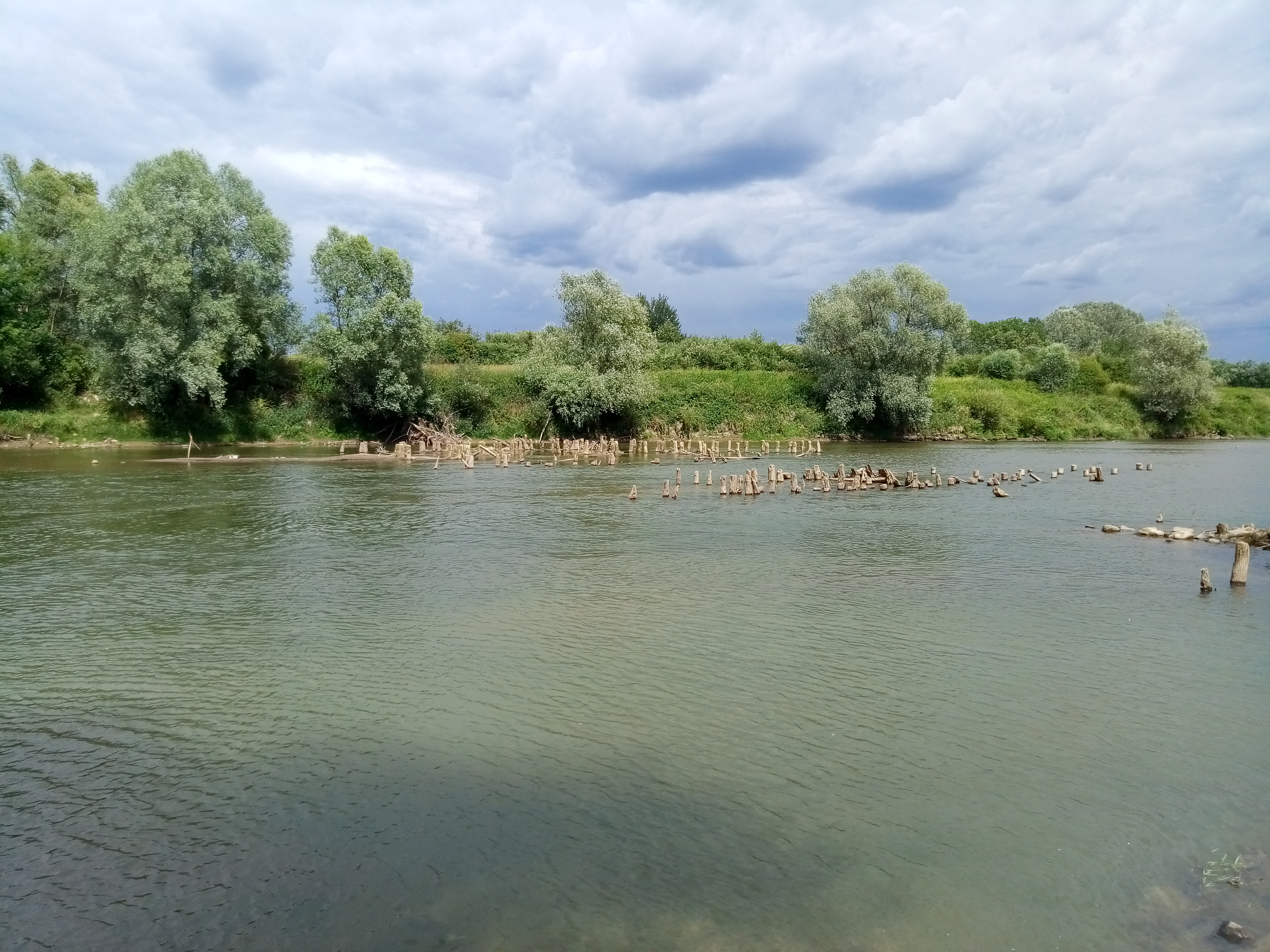
San od strony Gorzyc (13 lipiec 2022)

Leżachów – wieś w południowo-wschodniej Polsce, położona w województwie podkarpackim, w powiecie przeworskim, w gminie Sieniawa, oddalona od Sieniawy o 3 km.
Według danych z 31 grudnia 2006 wieś miała 523 mieszkańców.
Prywatna wieś szlachecka, położona w województwie ruskim, w 1739 roku należała wraz z folwarkiem do klucza Jarosław Lubomirskich. W latach 1853–1975 miejscowość administracyjnie należała do powiatu jarosławskiego.
W latach 1975–1998 miejscowość administracyjnie należała do województwa przemyskiego.
Wieś Lezechow należąca do jarosławskich dóbr szlacheckich, położona była na przełomie XVI i XVII wieku w powiecie przemyskim ziemi przemyskiej województwa ruskiego.
Od południowej strony miejscowości, w pobliżu DW 870 znajduje się „Utires”, zajmujący się utylizacją odpadów.
W miejscowości znajduje się drewniany, nieczynny kościół pw. Najświętszego Serca Pana Jezusa (dawna cerkiew greckokatolicka św. Nykyty).

## Części wsi
| SIMC    | Nazwa    | Rodzaj    |
| ------- | -------- | --------- |
| 0611241 | Chałupki | część wsi |
| 0611258 | Kliny    | część wsi |

## Historia
Pierwsze udokumentowane wzmianki o Leżachowie są już w dokumencie ustanowienia Ordynacji Jarosławskiej z 1470 roku. Wzmiankowane są Jarosław, Przeworsk i wsie; obok Leżachowa są w pobliżu wymieniane: Dobra, Manasterz, Radawa, Nielepkowice, Dąbrownica, Las Gorliczyna, Gniewczyna, Tryńcza, Grodzisko i inne. W 1519 roku ordynacja ta została zniesiona.
Następnie wieś wzmiankowana jest w regestrach poborowych, które zapisali poborcy podatkowi ziemi przemyskiej w 1515 roku jako Lyazechow i 1589 roku, jako Lezechow. Po podziale obszaru Jarosławskiego ziemie te weszły w skład dóbr Sieniawskich, a następnie Czartoryskich.
Wieś była również wzmiankowana jako Lezechow w 1628, 1651, 1658 i 1674. W 1674 roku w Leżachowie było 30 domów.
W 1885 roku władze galicyjskie zbudowały drewniany most na Sanie, a w 1887 roku w Leżachowie zbudowały powiatowy kamienny gościniec z Przeworska do Sieniawy. 
W 1897 roku wybrano zwierzchność gminną w Leżachowie, której naczelnikiem został Jędrzej Midyło, a sekretarzem Fryderyk Lichtenberg. W 1902 roku w Leżachowie było 977 ludzi, zamieszkałych w 168 domach; w obszarze dworskim (podległym pod dwór w Pełkiniach) było 87 ludzi w 6 domach.
12 czerwca 1909 roku przez most na Sanie przejeżdżał bp Józef Sebastian Pelczar, który wizytował parafię w Sieniawie.
W latach 1914–1915 były walki frontowe nad Sanem wojsk rosyjskich i austriackich, podczas których most został spalony. Po I wojnie światowej decyzją Czartoryskich z Pełkiń, ziemia z folwarku w Leżachowie-Osadzie została rozparcelowana i przekazana chłopom. Na terenie folwarku za Sanem, powstał nowy przysiółek Kolonia Leżachowska, którego mieszkańcami byli Polacy. W 1921 roku w Leżachowie było 175 domów (w tym 27 w Kolonii Leżachowskiej).
W II Rzeczypospolitej wieś w powiecie jarosławskim województwa lwowskiego. Po I wojnie światowej na Sanie był prom linowy, a w 1924 roku władze powiatowe planowały budowę mostu. W 1925 roku zbudowano murowany dom ludowy. W 1933 roku w Leżachowie było zamieszkałych 1010 osób (w tym: 720 Ukraińców, 210 Polaków i  20 Żydów). W 1934 roku Leżachów wszedł w skład gminy zbiorowej w Sieniawie. W latach 1939–1941 na Sanie była okupacyjna granica niemiecko-radziecka, a Leżachów był w radzieckiej strefie okupacyjnej. W 1940 roku z powodu tzw. czyszczenia 800 m pasa granicznego, część mieszkańców wysiedlono w rejon Kamionki Strumiłowej i do Besarabii, a budynki rozebrano. Mieszkańcy powrócili na swoje miejsca dopiero po wojnie.
W latach 1942–1945 nacjonaliści ukraińscy z OUN-UPA zamordowali tutaj 11 Polaków (w tym 4-osobową rodzinę za ukrywanie Żydów) oraz 8 ukrywających się Żydów. W lipcu 1944 roku wyzwolicielska Armia Radziecka zbudowała drewniany most na Sanie. Wieś w latach 1944–1945 była atakowana, przez oddziały tzw. „dzikiej partyzantki” z Zasania i z terenu Sieniawskiego. Mieszkańcy przez pewien czas ukrywali się w lesie, a partyzanci z Zasania dokonywali mordów i rabunków na miejscowej ludności. 18 kwietnia 1945 roku partyzanci spalili połowę wsi i zamordowali 10 osób. W maju 1945 roku wysiedlono na Ukrainę 287 mieszkańców z 72 domów. 26 października 1945 roku most został spalony, a później mordów dokonywali już tylko partyzanci z terenu Sieniawskiego. W czerwcu 1947 roku podczas Akcji „Wisła”, Wojsko Polskie, wysiedliło 38 osób na ziemie odzyskane. We wsi pozostało 320 osób - miejscowi Polacy, koloniści którzy zasiedlili opuszczone gospodarstwa i osoby, które przyjęły wyznanie rzymskokatolickie i obywatelstwo polskie.
22 lipca 1958 roku przez San przepłynął (z Przemyśla do Leżajska) młodzieżowy spływ kajakowy, który prowadził bp nominat Karol Wojtyła.
W 1962 roku staraniem Kolonii Leżachowskiej przygotowano projekt techniczny budowy mostu na Sanie, ale budowa nie doszła do skutku, a most zbudowano w Ubieszynie.
Z czasem Kolonia Leżachowska, stała się samodzielną wsią jako Leżachów-Osada, która 1 stycznia 1996 roku, przyłączyła się do gminy Jarosław. W 1998 roku na górze Kamień, rozpoczęła się budowa prywatnego pałacu. W 1999 roku prom linowy na Sanie został ostatecznie zlikwidowany. W latach 1999–2000 w centrum wsi zbudowano murowany kościół filialny. W 2015 roku rozpoczęto generalny remont i prace badawczo-konserwatorskie dawnej cerkwi. 8 października 2023 roku oddano do użytku nowo zbudowaną remizo-świetlicę.

## Oświata
W latach 1868–2008 we wsi istniała szkoła podstawowa.

## Kościół
Cerkiew w Leżachowie istniała już jakiś czas przed 1515 rokiem. W 1796 roku zbudowano obecną drewnianą cerkiew sprowadzoną z Czerniawki. Była to cerkiew parafialna należąca do dekanatu Jarosławskiego, a od 1921 roku do dekanatu sieniawskiego. Parochia pw. św. Nykyty istniała do 1945 roku.
Rzymsko-katolicy należeli do parafii w Sieniawie. W 1853 roku w Leżachowie było tylko 18 rzymsko-katolików, w 1875 - 36, w 1878 - 68, w 1892 - 93, w 1913 - 206, w 1930 - 274, w 1952 - 398, w 1984 - 561. 
W 1950 roku cerkiew została zamieniona na kościół filialny pw. Najświętszego Serca Pana Jezusa. W 1970 roku cerkiew była remontowana.
W 1997 roku podjęto decyzję o budowie nowego murowanego kościoła. W latach 1999–2000 w centrum wsi zbudowano murowany kościół filialny, według projektu mgr inż. Edwarda Makowieckiego, który 15 września 2002 roku został poświęcony przez abpa Józefa Michalika, pw. Podwyższenia Krzyża Świętego.

## Osoby związane z miejscowością
- Zdzisław Karpiński (1890–1940) – weterynarz, zamordowany w Katyniu.
- abp Andrzej (Kuszczak) (1901–1986) – ukraiński arcybiskup metropolita Ukraińskiego Kościoła Prawosławnego w Stanach Zjednoczonych.
- Jan Czopik-Leżachowski (1938–1977) – poeta, dziennikarz.
- Jan Szul (ur. 1959) – dziennikarz radiowy i telewizyjny.